# Синдром Кейтеля

Схема аутосомно-рецесивної передачі, яка відбувається при синдромі Кейтеля.

Синдро́м Ке́йтеля(англ. Keutel syndrome; рідше — синдром Кейтеля-Йоргенсона-Габрієля англ. Keutel-Jörgensen-Gabriel syndrome) — рідкісна аутосомно-рецесивна патологія, що характеризується ненормальною кальцифікацією хрящів із укороченням дистальних фаланг пальців, наявністю вогнищ звапнення у вушних раковинах, в хрящах носа, гортані, трахеї, ребер; туговухістю, периферичним стенозом легеневої артерії і гіпоплазією середньої зони обличчя. У таких хворих розвивається виражена кальцифікація кровоносних судин. Встановлено, що хвороба пов'язана з хромосомою 12 — саме з тим її локусом, де знаходиться ген MGP (12p12.3-13.1). Три мутації гена MGP (c.69delG; IVS1-2A→G; c.113T→A) ведуть або до укорочення молекули MGP, або до якісних її змін, унаслідок чого MGP втрачає свою функціональну активність.Синдром реєструють з частотою 1:1000000 новонароджених.

## Етимологія
Синдром вперше описав у 1971-72 роках німецький педіатр Йорген Кейтель з співавторами.

## Клінічні ознаки
Хворі на цій синдром погано чують. Обличчя у цих людей спотворене через недостатній розвиток хрящів носа. Останні фаланги пальців в них аномально короткі. Часто відбуваються бронхіт та гострий середній отит. Стеноз легеневої артерії призводить до втоми, задишки, періодичного болю за грудниною, ознак серцевої недостатності.